# 北海道室蘭工業高等学校
北海道室蘭工業高等学校（ほっかいどうむろらんこうぎょうこうとうがっこう、Hokkaido Muroran Technical High school）は、北海道室蘭市に所在する道立工業高等学校。室工の通称で呼ばれている。

## 概要
1941年に北海道庁立室蘭工業学校として開校。道内でも歴史のある工業高校であり、同じく室蘭市に所在する室蘭工業大学とは歴史的に深い関わりがある点とその校名から付属校と混同されることがあるが、付属校ではなく分校に近い存在である。また、室蘭工業大学からの教育実習生受け入れや教職員同士の勉強会など高大交流は盛んに行われている。

### 校章
室蘭の「蘭」に因み蘭の花弁を図案化したものである。蘭にもいろいろな種類があるがこの校章には 特に君子蘭というのを選んだ。また、花弁を6片としたのは君子蘭は6花弁なることの外に､各花弁に校風樹立 の「勤勉・正直・質素・礼儀・元気・清潔」の6つの意義を込めたものである。

### 校歌
作詞は国文学者の風巻景次郎であり、北海道室蘭清水丘高等学校校歌も風巻の作詞。また、作曲は伝統派、社会派の作曲家として知られていた清水脩である。

## 沿革
- 1941年4月 - 札幌工業学校教諭丸藤富蔵校長事務取り扱いを命ぜられる。北海道庁立室蘭工業学校開校式並びに第1回入学式を挙行。
- 1947年1月 - 校名を北海道立室蘭工業学校と改称。
- 1948年4月 - 北海道立室蘭工業高等学校と改称。
- 1950年4月 - 北海道室蘭工業高等学校と改称。
- 1951年4月 - 土木科新設。第1回生45名に入学を許可機械科1学級増募。
- 1953年4月 - 定時制に金属工業科併設される。
- 1957年4月 - 電気科新設。第1回生45名に入学を許可。
- 1958年
  - 4月 - 工業化学科新設。第1回生44名に入学を許可電気科1学級増募。
  - 12月 - 屋内体育館落成。
- 1962年10月 - 校舎改築落成。
- 1963年4月 - 電子科新設。第1回生44名に入学を許可。
- 1964年4月 - 建築科新設。第1回生44名に入学を許可。
- 1979年6月 - 実習棟解体工事着工。外構前庭工事着工。9月 実習棟第1期工事着工。
- 1980年12月 - 格技場（楽山武道館）落成。
- 1983年
  - 3月 - 実習棟工事完成
  - 8月 - 体育館改修工事着工。
  - 9月 - 体育館改修工事完成。
- 1984年
  - 1月 - 管理棟二線校舎解体工事着工。
  - 2月 - 管理棟二線校舎解体工事完成。
  - 5月 - 管理棟改築工事着工。
- 1985年
  - 3月 - 管理棟改築工事完成。
  - 7月 - 改築外構工事着工。
  - 11月 - 改築外構工事完成。
- 1991年4月 - 機械科1学級と電気科1学級を電子機械科に学科転換。機械科1学級を募集停止。金属工業科を材料技術科に学科転換。
- 1996年
  - 3月 - 情報技術科学科転換改修工事完成。
  - 4月 - 電子科を情報技術科に学科転換。工業化学科1学級を募集停止。
  - 12月 - 災害対策による屋内体育館（暖房）改修工事完成。
- 1998年3月 - 工業化学科　閉科。
- 1999年3月 - 平成10年度 胆振管内教育実践表彰受賞。
- 2000年4月 - 電子機械科1学級を募集停止。
- 2002年2月 - 平成13年度 北海道教育実践表彰受賞。
- 2008年4月 - 定時制機械科を募集停止。
- 2011年3月 - 定時制　閉課。
- 2012年3月 - 材料技術科　閉科
- 2019年4月 - 情報技術科を募集停止
- 2021年3月 - 情報科　閉科

## アクセス
- JR東室蘭駅西口　徒歩約15分
- 道南バス「工業高校前」

## 著名な出身者
- 櫻井淳 - 道都大学名誉総長。勲二等瑞宝章受章者
- 山田進 - 工学者、苫小牧工業高等専門学校教授
- 外崎春雄 - アニメーター、アニメーション監督、アニメーション演出家、キャラクターデザイナー
- 木原直彦 - 文学研究者、北海道立文学館初代館長・現在は名誉館長